# Championnats du monde de patinage artistique 1996
Navigation
Mondiaux 1995 Mondiaux 1997
Les championnats du monde de patinage artistique 1996 ont lieu du 17 au 27 mars 1996 au Coliseum d'Edmonton au Canada.
Des restrictions d'âge sont introduites à partir de ces mondiaux. Dorénavant pour participer, il faut avoir plus de 15 ans au 1er juillet de l'année précédente. 

## Qualifications
Les patineurs sont éligibles à l'épreuve s'ils représentent une nation membre de l'Union internationale de patinage (International Skating Union en anglais) et s'ils ont atteint l'âge de 15 ans avant le 1er juillet 1995. Les fédérations nationales sélectionnent leurs patineurs en fonction de leurs propres critères.
Sur la base des résultats des championnats du monde 1995, l'Union internationale de patinage autorise chaque pays à avoir de une à trois inscriptions par discipline.
| Entrées                                                    | Messieurs                       | Dames                    | Couples                                   | Danse sur glace                                         |
| ---------------------------------------------------------- | ------------------------------- | ------------------------ | ----------------------------------------- | ------------------------------------------------------- |
| 3                                                          | Canada France Russie États-Unis | France Russie États-Unis | Russie États-Unis                         | France Russie                                           |
| 2                                                          | Hongrie Royaume-Uni Ukraine     | Chine Japon Ukraine      | Allemagne Canada France Lettonie Tchéquie | Biélorussie Canada Finlande Tchéquie Ukraine États-Unis |
| Les pays non listés dans ce tableau ont droit à une entrée |                                 |                          |                                           |                                                         |

Pour la quatrième année, l'Union internationale de patinage impose une ronde des qualifications pour les catégories individuelles masculine et féminine. Pour les mondiaux 1996, les patineurs qui étaient parmi les 10 meilleurs des mondiaux 1995 sont exemptés de cette ronde des qualifications. Ces dernières permettent uniquement aux autres patineurs de se qualifier pour les programmes courts ; les points obtenus lors des qualifications ne comptent pas pour le résultat final.

## Podiums
| Épreuves                            | Or                                   | Argent                               | Bronze                           |
| ----------------------------------- | ------------------------------------ | ------------------------------------ | -------------------------------- |
| Messieurs résultats détaillés       | Todd Eldredge                        | Ilia Kulik                           | Rudy Galindo                     |
| Dames résultats détaillés           | Michelle Kwan                        | Chen Lu                              | Irina Sloutskaïa                 |
| Couples résultats détaillés         | Marina Eltsova / Andrei Bushkov      | Mandy Wötzel / Ingo Steuer           | Jenni Meno / Todd Sand           |
| Danse sur glace résultats détaillés | Oksana Grichtchouk / Ievgueni Platov | Anzhelika Krylova / Oleg Ovsiannikov | Shae-Lynn Bourne / Victor Kraatz |

## Tableau des médailles
| Rang  | Nation     | Or | Argent | Bronze | Total |
| ----- | ---------- | -- | ------ | ------ | ----- |
| 1     | Russie     | 2  | 2      | 1      | 5     |
| 2     | États-Unis | 2  | 0      | 2      | 4     |
| 3     | Allemagne  | 0  | 1      | 0      | 1     |
| 3     | Chine      | 0  | 1      | 0      | 1     |
| 5     | Canada     | 0  | 0      | 1      | 1     |
| Total | Total      | 4  | 4      | 4      | 12    |

## Détails des compétitions
Pour la saison 1995/1996, les calculs des points se font selon la méthode suivante :
- chez les Messieurs, les Dames et les Couples artistiques (0.5 point par place pour le programme court, 1 point par place pour le programme libre)
- en danse sur glace (0.4 point par place pour les deux danses imposées, 0.6 point par place pour la danse originale, 1 point par place pour la danse libre)

### Messieurs
| Rang                                        | Nom                    | Nation         | Qualif. A | Qualif. B | Points | Prog. court | Prog. libre |
| ------------------------------------------- | ---------------------- | -------------- | --------- | --------- | ------ | ----------- | ----------- |
| 1                                           | Todd Eldredge          | États-Unis     |           |           | 2.0    | 2           | 1           |
| 2                                           | Ilia Kulik             | Russie         |           |           | 2.5    | 1           | 2           |
| 3                                           | Rudy Galindo           | États-Unis     | 1         |           | 6.0    | 4           | 4           |
| 4                                           | Elvis Stojko           | Canada         |           |           | 6.5    | 7           | 3           |
| 5                                           | Aleksey Urmanov        | Russie         |           |           | 6.5    | 3           | 5           |
| 6                                           | Vyacheslav Zahorodnyuk | Ukraine        |           |           | 10.0   | 8           | 6           |
| 7                                           | Éric Millot            | France         |           |           | 12.0   | 6           | 9           |
| 8                                           | Andrejs Vlascenko      | Allemagne      |           | 4         | 13.5   | 11          | 8           |
| 9                                           | Philippe Candeloro     | France         |           |           | 15.0   | 16          | 7           |
| 10                                          | Daniel Hollander       | États-Unis     | 2         |           | 16.5   | 13          | 10          |
| 11                                          | Michael Shmerkin       | Israël         | 7         |           | 17.0   | 12          | 11          |
| 12                                          | Thierry Cérez          | France         |           | 5         | 19.5   | 15          | 12          |
| 13                                          | Takeshi Honda          | Japon          |           | 1         | 20.0   | 14          | 13          |
| 14                                          | Cornel Gheorghe        | Roumanie       | 5         |           | 20.0   | 10          | 15          |
| 15                                          | Steven Cousins         | Royaume-Uni    |           |           | 20.5   | 5           | 18          |
| 16                                          | Dmytro Dmytrenko       | Ukraine        | 4         |           | 23.5   | 9           | 19          |
| 17                                          | Sébastien Britten      | Canada         |           | 2         | 24.0   | 20          | 14          |
| 18                                          | Szabolcs Vidrai        | Hongrie        |           | 7         | 25.0   | 18          | 16          |
| 19                                          | Michael Tyllesen       | Danemark       |           | 3         | 25.5   | 17          | 17          |
| 20                                          | Neil Wilson            | Royaume-Uni    | 6         |           | 31.0   | 22          | 20          |
| 21                                          | Patrick Schmit         | Luxembourg     |           | 10        | 32.5   | 23          | 21          |
| 22                                          | Fabrizio Garattoni     | Italie         |           | 6         | 32.5   | 21          | 22          |
| 23                                          | Robert Grzegorczyk     | Pologne        | 9         |           | 32.5   | 19          | 23          |
| 24                                          | Alexander Murashko     | Biélorussie    | 10        |           | 36.0   | 24          | 24          |
| Patineurs éliminés après le programme court |                        |                |           |           |        |             |             |
| 25                                          | Patrick Meier          | Suisse         | 11        |           |        | 25          | NC          |
| 26                                          | Guo Zhengxin           | Chine          | 3         |           |        | 26          | NC          |
| 27                                          | Marcus Christensen     | Canada         |           | 8         |        | 27          | NC          |
| 28                                          | Margus Hernits         | Estonie        |           | 9         |        | 28          | NC          |
| 29                                          | Youri Litvinov         | Kazakhstan     | 8         |           |        | 29          | NC          |
| Abandon                                     | Florian Tuma           | Autriche       |           | 11        |        |             | NC          |
| Patineurs éliminés après les qualifications |                        |                |           |           |        |             |             |
| 31                                          | Markus Leminen         | Finlande       | 12        |           |        | NC          | NC          |
| 31                                          | Radek Horák            | Tchéquie       |           | 12        |        | NC          | NC          |
| 33                                          | Ivan Dinev             | Bulgarie       | 13        |           |        | NC          | NC          |
| 33                                          | Róbert Kažimír         | Slovaquie      |           | 13        |        | NC          | NC          |
| 35                                          | Lee Kyu-hyun           | Corée du Sud   | 14        |           |        | NC          | NC          |
| 35                                          | Jan Čejvan             | Slovénie       |           | 14        |        | NC          | NC          |
| 37                                          | Zoltan Koszegi         | Hongrie        | 15        |           |        | NC          | NC          |
| 37                                          | Riccardo Olavarrieta   | Mexique        |           | 15        |        | NC          | NC          |
| 39                                          | Stephen Carr           | Australie      | 16        |           |        | NC          | NC          |
| 39                                          | Robert Ward            | Afrique du Sud |           | 16        |        | NC          | NC          |
| 41                                          | Jordi Pedro            | Espagne        | 17        |           |        | NC          | NC          |
| 41                                          | Aramayis Grigorian     | Arménie        |           | 17        |        | NC          | NC          |

### Dames
| Rang                                          | Nom                | Nation         | Qualif. A | Qualif. B | Points | Prog. court | Prog. libre |
| --------------------------------------------- | ------------------ | -------------- | --------- | --------- | ------ | ----------- | ----------- |
| 1                                             | Michelle Kwan      | États-Unis     |           |           | 1.5    | 1           | 1           |
| 2                                             | Chen Lu            | Chine          |           |           | 3.0    | 2           | 2           |
| 3                                             | Irina Sloutskaïa   | Russie         |           |           | 4.5    | 3           | 3           |
| 4                                             | Maria Butyrskaya   | Russie         |           | 1         | 6.0    | 4           | 4           |
| 5                                             | Surya Bonaly       | France         |           |           | 8.5    | 7           | 5           |
| 6                                             | Tanja Szewczenko   | Allemagne      |           | 3         | 8.5    | 5           | 6           |
| 7                                             | Midori Ito         | Japon          | 1         |           | 10.0   | 6           | 7           |
| 8                                             | Tonia Kwiatkowski  | États-Unis     |           | 4         | 12.5   | 9           | 8           |
| 9                                             | Julia Vorobieva    | Azerbaïdjan    |           | 2         | 13.0   | 8           | 9           |
| 10                                            | Hanae Yokoya       | Japon          |           |           | 15.5   | 11          | 10          |
| 11                                            | Krisztina Czakó    | Hongrie        | 3         |           | 18.0   | 12          | 12          |
| 12                                            | Elena Liashenko    | Ukraine        |           |           | 19.0   | 10          | 14          |
| 13                                            | Tatiana Malinina   | Ouzbékistan    | 5         |           | 21.5   | 13          | 15          |
| 14                                            | Vanessa Gusmeroli  | France         |           | 9         | 22.0   | 18          | 13          |
| 15                                            | Tara Lipinski      | États-Unis     | 2         |           | 22.5   | 23          | 11          |
| 16                                            | Lenka Kulovaná     | Tchéquie       |           | 6         | 24.5   | 17          | 16          |
| 17                                            | Yulia Lavrenchuk   | Ukraine        |           | 11        | 25.0   | 16          | 17          |
| 18                                            | Mojca Kopač        | Slovénie       |           | 7         | 25.5   | 15          | 18          |
| 19                                            | Lucinda Ruh        | Suisse         |           | 8         | 29.0   | 20          | 19          |
| 20                                            | Meijia Lu          | Chine          | 4         |           | 29.0   | 14          | 22          |
| 21                                            | Jennifer Robinson  | Canada         |           | 5         | 32.0   | 24          | 20          |
| 22                                            | Stephanie Main     | Royaume-Uni    | 12        |           | 32.0   | 22          | 21          |
| 23                                            | Maria Nikitochkina | Biélorussie    |           | 12        | 32.5   | 19          | 23          |
| 24                                            | Silvia Fontana     | Italie         | 7         |           | 34.5   | 21          | 24          |
| Patineuses éliminées après le programme court |                    |                |           |           |        |             |             |
| 25                                            | Zuzanna Szwed      | Pologne        |           | 10        |        | 25          | NC          |
| 26                                            | Marta Andrade      | Espagne        | 10        |           |        | 26          | NC          |
| 27                                            | Helena Grundberg   | Suède          | 8         |           |        | 27          | NC          |
| 28                                            | Sofia Penkova      | Bulgarie       | 11        |           |        | 28          | NC          |
| 29                                            | Ivana Jakupcevic   | Croatie        | 9         |           |        | 29          | NC          |
| 30                                            | Denise Jaschek     | Autriche       | 6         |           |        | 30          | NC          |
| Patineuses éliminées après les qualifications |                    |                |           |           |        |             |             |
| 31                                            | Alma Lepina        | Lettonie       | 13        |           |        | NC          | NC          |
| 31                                            | Miriam Manzano     | Australie      |           | 13        |        | NC          | NC          |
| 33                                            | Choi Hyung-kyung   | Corée du Sud   | 14        |           |        | NC          | NC          |
| 33                                            | Véronique Fleury   | France         |           | 14        |        | NC          | NC          |
| 35                                            | Marta Chisu        | Roumanie       | 15        |           |        | NC          | NC          |
| 35                                            | Shirene Human      | Afrique du Sud |           | 15        |        | NC          | NC          |
| 37                                            | Ja-Lin Weng        | Taipei chinois |           | 16        |        | NC          | NC          |

### Couples
| Rang | Nom                                       | Nation      | Points | Prog. court | Prog. libre |
| ---- | ----------------------------------------- | ----------- | ------ | ----------- | ----------- |
| 1    | Marina Eltsova / Andrei Bushkov           | Russie      | 2.0    | 2           | 1           |
| 2    | Mandy Wötzel / Ingo Steuer                | Allemagne   | 2.5    | 1           | 2           |
| 3    | Jenni Meno / Todd Sand                    | États-Unis  | 5.5    | 5           | 3           |
| 4    | Evgenia Shishkova / Vadim Naumov          | Russie      | 5.5    | 3           | 4           |
| 5    | Oksana Kazakova / Artur Dmitriev          | Russie      | 7.0    | 4           | 5           |
| 6    | Kyoko Ina / Jason Dungjen                 | États-Unis  | 10.0   | 8           | 6           |
| 7    | Kristy Sargeant / Kris Wirtz              | Canada      | 10.0   | 6           | 7           |
| 8    | Michelle Menzies / Jean-Michel Bombardier | Canada      | 13.0   | 10          | 8           |
| 9    | Olena Bilousivska / Serhiy Potalov        | Ukraine     | 13.5   | 9           | 9           |
| 10   | Shelby Lyons / Brian Wells                | États-Unis  | 15.5   | 11          | 10          |
| 11   | Sarah Abitbol / Stéphane Bernadis         | France      | 15.5   | 7           | 12          |
| 12   | Danielle McGrath / Stephen Carr           | Australie   | 17.0   | 12          | 11          |
| 13   | Dorota Zagórska / Mariusz Siudek          | Pologne     | 21.5   | 15          | 14          |
| 14   | Silvia Dimitrov / Rico Rex                | Allemagne   | 21.5   | 13          | 15          |
| 15   | Xue Shen / Hongbo Zhao                    | Chine       | 22.0   | 18          | 13          |
| 16   | Lesley Rogers / Michael Aldred            | Royaume-Uni | 24.0   | 16          | 16          |
| 17   | Marina Khalturina / Andrei Kriukov        | Kazakhstan  | 25.5   | 17          | 17          |
| 18   | Line Haddad / Sylvain Privé               | France      | 26.0   | 14          | 19          |
| 19   | Elaine Asanakis / Joel McKeever           | Grèce       | 28.0   | 20          | 18          |
| 20   | Veronika Joukalová / Otto Dlabola         | Tchéquie    | 29.5   | 19          | 20          |
| 21   | Anna Kaverzina / Gennadi Emelianenko      | Biélorussie | 31.5   | 21          | 21          |
| 22   | Jekaterina Nekrassova / Valdis Mintals    | Estonie     | 33.5   | 23          | 22          |
| 23   | Olga Bogouslavska / Juri Salmonov         | Lettonie    | 34.0   | 22          | 23          |

### Danse sur glace
| Rang                                                | Nom                                       | Nation         | Points | Danse imposée 1 | Danse imposée 2 | Danse originale | Danse libre |
| --------------------------------------------------- | ----------------------------------------- | -------------- | ------ | --------------- | --------------- | --------------- | ----------- |
| 1                                                   | Oksana Grichtchouk / Ievgueni Platov      | Russie         | 2.0    | 1               | 1               | 1               | 1           |
| 2                                                   | Anzhelika Krylova / Oleg Ovsiannikov      | Russie         | 4.0    | 2               | 2               | 2               | 2           |
| 3                                                   | Shae-Lynn Bourne / Victor Kraatz          | Canada         | 6.0    | 3               | 3               | 3               | 3           |
| 4                                                   | Marina Anissina / Gwendal Peizerat        | France         | 8.0    | 4               | 4               | 4               | 4           |
| 5                                                   | Irina Romanova / Igor Yaroshenko          | Ukraine        | 10.0   | 5               | 5               | 5               | 5           |
| 6                                                   | Irina Lobatcheva / Ilia Averboukh         | Russie         | 12.0   | 6               | 6               | 6               | 6           |
| 7                                                   | Elizabeth Punsalan / Jerod Swallow        | États-Unis     | 14.2   | 8               | 7               | 7               | 7           |
| 8                                                   | Margarita Drobiazko / Povilas Vanagas     | Lituanie       | 16.2   | 9               | 8               | 8               | 8           |
| 9                                                   | Kateřina Mrázová / Martin Šimeček         | Tchéquie       | 17.6   | 7               | 9               | 9               | 9           |
| 10                                                  | Barbara Fusar-Poli / Maurizio Margaglio   | Italie         | 20.4   | 12              | 10              | 10              | 10          |
| 11                                                  | Sylwia Nowak / Sebastian Kolasiński       | Pologne        | 22.0   | 10              | 12              | 11              | 11          |
| 12                                                  | Elizaveta Stekolnikova / Dmitri Kazarlyga | Kazakhstan     | 23.6   | 11              | 11              | 12              | 12          |
| 13                                                  | Kati Winkler / René Lohse                 | Allemagne      | 26.0   | 13              | 13              | 13              | 13          |
| 14                                                  | Renée Roca / Gorsha Sur                   | États-Unis     | 28.0   | 14              | 14              | 14              | 14          |
| 15                                                  | Chantal Lefebvre / Michel Brunet          | Canada         | 30.6   | 16              | 17              | 15              | 15          |
| 16                                                  | Nakako Tsuzuki / Juris Razgulajevs        | Japon          | 33.2   | 17              | 18              | 17              | 16          |
| 17                                                  | Marika Humphreys / Philip Askew           | Royaume-Uni    | 33.6   | 15              | 15              | 16              | 18          |
| 18                                                  | Allison MacLean / Konrad Schaub           | Autriche       | 34.6   | 18              | 16              | 18              | 17          |
| 19                                                  | Olena Hrushyna / Ruslan Honcharov         | Ukraine        | 39.0   | 20              | 20              | 20              | 19          |
| 20                                                  | Barbara Piton / Alexandre Piton           | France         | 39.0   | 19              | 19              | 19              | 20          |
| 21                                                  | Agnès Jacquemard / Alexis Gayet           | France         | 42.0   | 21              | 21              | 21              | 21          |
| 22                                                  | Šárka Vondrková / Lukáš Král              | Tchéquie       | 45.2   | 22              | 23              | 22              | 23          |
| 23                                                  | Galit Chait / Sergei Sakhnovski           | Israël         | 46.2   | 24              | 25              | 24              | 22          |
| 24                                                  | Enikő Berkes / Endre Szentirmai           | Hongrie        | 47.2   | 23              | 24              | 23              | 24          |
| Couples de danse éliminés après la danse originale  |                                           |                |        |                 |                 |                 |             |
| 25                                                  | Cornelia Diener / Alexei Pospelov         | Suisse         |        | 25              | 22              | 25              | NC          |
| 26                                                  | Barbara Lynn Hanley / Vassil Serkov       | Estonie        |        | 29              | 27              | 26              | NC          |
| 27                                                  | Yuh-Shen Lai / Wei-Wen Lai                | Taipei chinois |        | 27              | 29              | 27              | NC          |
| 28                                                  | Kaho Koinuma / Tigran Arakelian           | Arménie        |        | 26              | 26              | 29              | NC          |
| 29                                                  | Chantal Loyer / Justin Bell               | Australie      |        | 28              | 28              | 28              | NC          |
| 30                                                  | Katri Kuusnuemi / Jamie Walker            | Finlande       |        | 30              | 30              | 30              | NC          |
| Couples de danse éliminés après les danses imposées |                                           |                |        |                 |                 |                 |             |
| 31                                                  | Maikki Uotila / Toni Mattila              | Finlande       |        | 31              | 31              | NC              | NC          |
| 32                                                  | Anna Mosenkova / Dmitri Kurakin           | Estonie        |        | 32              | 32              | NC              | NC          |
| 33                                                  | Kim Hee-jin / Kim Hyun-chul               | Corée du Sud   |        | 33              | 33              | NC              | NC          |